# 세포-세포 인식

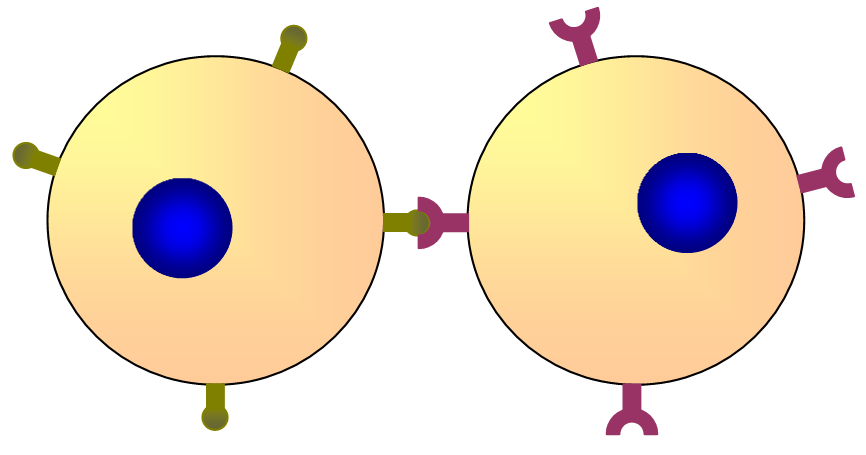
각각의 표면 분자를 통해 정보를 주고 받는 두 개의 세포

세포-세포 인식(細胞細胞認識, 영어: cell-cell recognition)은 인접한 세포를 다른 세포들과 구별할 수 있는 세포의 능력이다. 이러한 현상은 반대쪽 세포 표면에 상보적인 분자가 접촉하면 일어난다. 세포 표면의 수용체는 인접 세포의 특정 리간드에 결합하여 단순한 접착에서부터 복잡한 세포 분화에 이르는 세포의 행동을 조절하는 일련의 사건을 일으킨다. 다른 세포의 기능들과 마찬가지로 세포-세포 인식은 관련된 유전자와 단백질의 해로운 돌연변이에 의해 영향을 받아 이상이 일어난다. 세포-세포 인식으로 인해 발생하는 생물학적 사건은 동물의 발달, 미생물 군집 및 의학에서 중요하다.

## 같이 보기
- 세포
- 세포연접